# Lijst van voetbalinterlands Bulgarije - Tsjechië
Deze lijst van voetbalinterlands is een overzicht van alle officiële voetbalwedstrijden tussen de nationale teams van Bulgarije en Tsjechië. De landen hebben tot op heden zeven keer tegen elkaar gespeeld. De eerste ontmoeting was een kwalificatiewedstrijd voor het Wereldkampioenschap voetbal 2002 in Sofia op 2 september 2000. Het laatste duel, een kwalificatiewedstrijd voor het Europees kampioenschap voetbal 2020, werd gespeeld op 17 november 2019 in de Bulgaarse hoofdstad.

## Wedstrijden
| № | Plaats | Datum            | Competitie           | Wedstrijd            | Uitslag |
| - | ------ | ---------------- | -------------------- | -------------------- | ------- |
| 1 | Sofia  | 2 september 2000 | WK 2002 kwalificatie | Bulgarije − Tsjechië | 0 − 1   |
| 2 | Praag  | 6 oktober 2001   | WK 2002 kwalificatie | Tsjechië − Bulgarije | 6 − 0   |
| 3 | Praag  | 2 juni 2004      | Vriendschappelijk    | Tsjechië − Bulgarije | 3 − 1   |
| 4 | Praag  | 16 oktober 2012  | WK 2014 kwalificatie | Tsjechië − Bulgarije | 0 − 0   |
| 5 | Sofia  | 15 oktober 2013  | WK 2014 kwalificatie | Bulgarije − Tsjechië | 0 − 1   |
| 6 | Praag  | 7 juni 2019      | EK 2020 kwalificatie | Tsjechië − Bulgarije | 2 − 1   |
| 7 | Sofia  | 17 november 2019 | EK 2020 kwalificatie | Bulgarije − Tsjechië | 1 − 0   |

## Samenvatting
| Competitie        | Totaal gespeeld | Winst Bulgarije | Gelijk | Winst Tsjechië | Doelsaldo Bulgarije – Tsjechië |
| ----------------- | --------------- | --------------- | ------ | -------------- | ------------------------------ |
| WK-kwalificatie   | 4               | 0               | 1      | 3              | 0 − 8                          |
| EK-kwalificatie   | 2               | 1               | 0      | 1              | 2 − 2                          |
| Vriendschappelijk | 1               | 0               | 0      | 1              | 1 − 3                          |
| Totaal            | 7               | 1               | 1      | 5              | 3 − 13                         |

Wedstrijden bepaald door strafschoppen worden, in lijn met de FIFA, als een gelijkspel gerekend.